# Наваморкуенде
Наваморкуенде (ісп. Navamorcuende) — муніципалітет в Іспанії, у складі автономної спільноти Кастилія-Ла-Манча, у провінції Толедо. Населення — 676 осіб (2010).
Муніципалітет розташований на відстані близько 95 км на захід від Мадрида, 75 км на північний захід від Толедо.

## Демографія
Динаміка населення (INE ):

## Галерея зображень

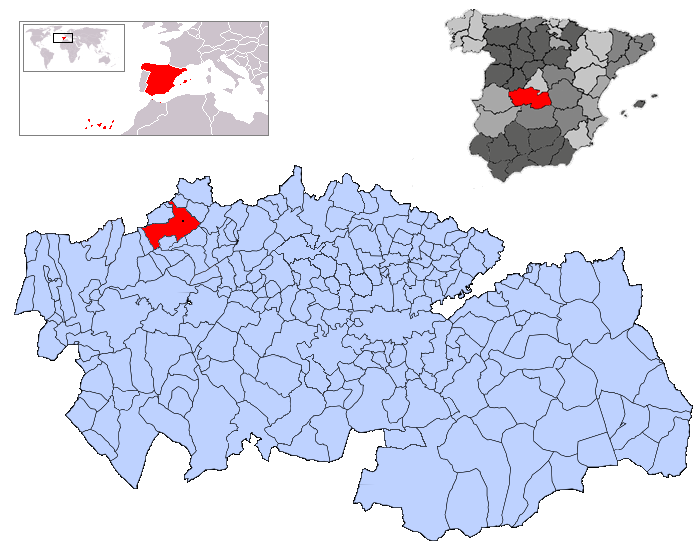
Розташування муніципалітету у провінції Толедо